# 长潭乡
长潭乡，是中华人民共和国湖南省怀化市麻阳苗族自治县下辖的一个乡镇级行政单位。

## 行政区划
长潭乡下辖以下地区：
长潭村、杨柳坪村、碰溪园村、新场村、碰溪村、长潭溪村、轻土村、老山村、下角村、楠村和鱼尾村。